# マノエル・ド・オリヴェイラ
マノエル・ド・オリヴェイラ（Manoel de Oliveira [mɐnuˈɛɫ doliˈvɐjɾɐ], 1908年12月11日 - 2015年4月2日）は、ポルトガルの映画監督。現役最高齢の劇映画監督であった。
日本ではかつて「マノエル・デ・オリヴェイラ」と表記されていたが、ポルトガル語ではアクセントがない語尾の“e”は弱い「ウ」と発音されるため、『クレーヴの奥方』（日本では2001年公開）以後は「ド」に変更されて紹介されている。また、「マヌエル」の表記も用いられてきたが、本人の希望は「マノエル」である。

## 経歴
ポルト県ポルトの裕福な家庭に生まれ、スペインのガリシアにあるキリスト教系の寄宿学校で学んだ。父親は電球の製造工場を経営しており、オリヴェイラ自身も17歳で父の会社に入って以降、人生の大半を実業界で過ごすこととなった。
一方で、若い頃から俳優を志し、20歳の時にイタリアの映画監督リノ・ルポが主宰する俳優養成所に参加した。1931年、デビュー作となる短編ドキュメンタリー『ドウロ河』を監督。1942年には初の長編である『アニキ・ボボ』を発表したが、興行的には失敗に終わり、オリヴェイラはその後しばらく映画から離れて本業に専念することとなった。1950年代後半から1960年代前半にかけて数本のドキュメンタリー作品を撮ったものの、当時のアントニオ・サラザール政権（エスタド・ノヴォ）を批判して逮捕されたこともあって、映画監督としてのキャリアは低空飛行が続いた。
60歳を過ぎてから、再び本格的かつ定期的に作品を創り上げるようになった。63歳の時に撮った『過去と現在 昔の恋、今の恋』（1971年）以降世界的に注目を集め、1980年代に入り70歳を過ぎてからは1年に1作に近いペースで新作を撮り続けた。
2006年、97歳の時にルイス・ブニュエル監督の『昼顔』（1967年）のオリジナル続篇『夜顔』を撮り上げた。2007年の第60回カンヌ国際映画祭オムニバス映画『それぞれのシネマ』に参加、3分の短篇を撮る。さらに同年『コロンブス 永遠の海』を、2009年『ブロンド少女は過激に美しく』を監督。この撮影中に100歳の誕生日を迎えた。その後2010年には新作『O Estranho Caso de Angélica』を撮り上げた。2014年の秋には、105歳で『レステルの老人』をベネチア映画祭に出品した。2015年4月2日、106歳で死去。

## 主な監督作品
- ドウロ河 Douro, Faina Fluvial（1931年）
- アニキ・ボボ Aniki Bóbó（1942年）
- 春の劇 Acto da Primavera（1963年）
- 過去と現在 昔の恋、今の恋 O Passado e o Presente（1972年）
- フランシスカ Francisca（1981年）
- 文化都市リスボン Lisboa Cultural（1983年）
- 繻子の靴 O Sapato de Cetim（1985年）
- カニバイシュ Os Canibais（1988年）
- ノン、あるいは支配の虚しい栄光 'Non', ou A Vã Glória de Mandar（1990年）
- 神曲 A Divina Comédia（1991年）
- アブラハム渓谷 Vale Abraão（1993年）
- 階段通りの人々 A Caixa（1994年）
- メフィストの誘い O Convento（1995年）
- 世界の始まりへの旅 Viagem ao Princípio do Mundo（1997年）
- 不安 Inquietude（1998年）
- クレーヴの奥方 La lettre（1999年）
- 家路 Je rentre à la maison（2001年）
- 家宝 O Princípio da Incerteza（2002年）
- 永遠の語らい Um Filme Falado（2003年）
- O Quinto Império - Ontem Como Hoje（2004年）
- Espelho Mágico（2005年）
- 夜顔 Belle toujours（2006年）
- コロンブス 永遠の海 Cristóvão Colombo - O Enigma（2007年）
- それぞれのシネマ（2007年）※オムニバス映画、3分の短篇
- ブロンド少女は過激に美しく Singularidades de uma Rapariga Loura（2009年）
- アンジェリカの微笑み（英語版） O Estranho Caso de Angélica（2010年）[5]
- 家族の灯り O Gebo e a Sombra（2012年）
- ポルトガル、ここに誕生す〜ギマランイス歴史地区 Centro Histórico（2012年）※オムニバス
- レステルの老人 O velho do Restelo（2014年）